# Ray Hyman
Ray Hyman (23 de junho 1928 em Chelsea, Massachusetts) é  Professor Emérito de Psicologia da Universidade do Oregon em Eugene, Oregon, e um conhecido crítico da parapsicologia. Hyman é um dos fundadores do movimento cético moderno em conjunto com James Randi, Martin Gardner e Paul Kurtz. É também fundador e líder da Skeptic's Toolbox e pertence ao conselho executivo do Comitê para a Investigação Cética.

## Carreira
Na sua adolescência, enquanto aluno da Universidade de Boston, trabalhou como mágico e mentalista, impressionava o seu chefe de departamento (entre outros) com a sua leitura das mãos. A certa altura Hyman acreditava que a 'leitura' das linhas das mãos poderia ajudá-lo a compreender  a natureza das pessoas, mas mais tarde descobriu que a reação das pessoas tinha pouco a ver com as linhas das suas mãos. O fascínio de tentar perceber porque é que isto acontecia levou-o a mudar do curso de jornalista para o curso de psicologia.
D.J. Grothe, presidente da James Randi Educational Foundation, perguntou a Hyman "Como é que você, um jovem psicólogo, entra neste embuste da parapsicologia?" Hyman respondeu que tudo começou quando ele foi contratado como mágico aos sete anos de idade, o mágico "Merry Mystic". Foi então que ele leu tudo sobre Harry Houdini e o seu trabalho com praticantes do espiritismo. Aos 16 anos começou a investigar as sessões de espiritismo. Diz, olhando para o passado, por volta dos seu sete anos, "não me lembro de nunca ter sido cético".
Os mágicos que fazem truques de mentalização debatem entre si, devem ou não apresentar uma advertência informando o público de que vão assistir a um número de entretenimento, é um truque e por isso não é realizado com poderes paranormais reais. O mentalista Mark Edward, numa entrevista, perguntou a Hyman se alguma vez tinha feito uma advertência ao público, durante os seis anos em que tinha trabalhado profissionalmente como mentalista. Hyman disse que não se lembrava de alguma vez ter usado um aviso explícito. Mas afirma que começava todas as apresentações dizendo que não possuía quaisquer poderes especiais, que era apenas um artista e que esperava que todos gostassem do espetáculo. Depois de se tornar psicólogo apercebeu-se de que este é um exemplo de "inferência convidada". Ao pronunciar abertamente que não tinha poderes especiais, Hyman não dava razões ao público para ter necessidade de questionar as suas habilidades. Na realidade ele dava a oportunidade aos que o assistiam de criarem as suas próprias inferências a respeito da origem das suas capacidades de leitura da mente. A maioria das pessoas acabava por concluir que ele tinha mesmo poderes paranormais.
Em 1953 terminou o curso de psicologia pela Universidade Johns Hopkins, depois lecionou em Harvard durante cinco anos. Também se tornou um especialista em estatística.
Em 1982, Hyman ocupou a "Spook Chair" por um ano, na Universidade de Stanford, durante uma licença da Universidade de Oregon. O que os psicólogos da Universidade de Stanford informalmente chamam de "Spook Chair" é conhecido oficialmente como a "Cadeira de Thomas Welton Stanford para Pesquisas Psíquicas". Thomas Welton era irmão de Leland Stanford, fundador da Universidade de Stanford.

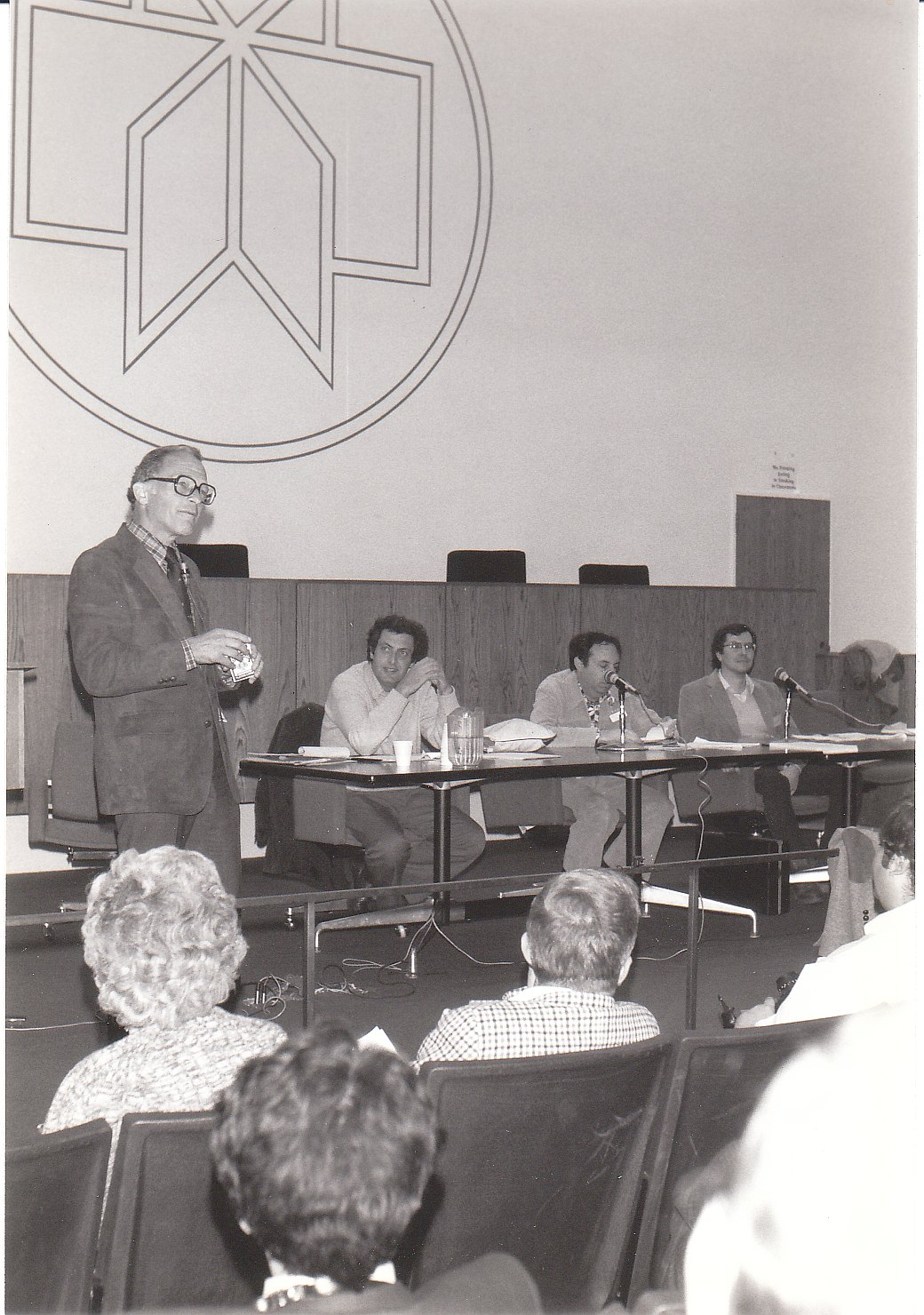
Hyman fala na conferência CSICOP de 1983, em Búfalo, NY. Com Daryl Bem e Victor Benassi.

Em 2007 Hyman recebeu o diploma de Doutor Honoris Causa da Universidade de Simon Fraser, pelo seu "intelecto e disciplina que inspira os outros seguir os seus passos... (e) pela sua corajosa e irrestrita defesa da investigação cética". Céticos ilustres como James Randi, Martin Gardner, Marcello Truzzi e Paul Kurtz, foi fundador do Comitê para a Investigação Cética. O CSI publica a revista Skeptical Inquirer.
Para além das publicações académicas e os seus trabalhos como consultor para o Departamento de Defesa dos Estados Unidos, para escrutinar a pesquisa paranormal, um dos seus artigos mais populares é aquele que reúne treze pontos para ajudar o leitor a "maravilhar os seus amigos com os seus novos poderes paranormais!", um ótimo guia para a leitura fria. A este respeito, Jim Alcock comenta, “o seu artigo sobre leitura fria, como Paul Kurtz me disse, gerou mais pedidos de reimpressão do que qualquer outro artigo na história da Skeptical Inquirer”.  Este guia explora o que terá fascinado Hyman durante a sua pesquisa académica sobre psicologia cognitiva, onde descobriu que muito da ilusão é auto-ilusão. Investigou a adivinhação com varetas (downsing) nos Estados Unidos e escreveu um livro sobre o assunto. É também um dos maiores especialistas céticos nas Experiências de Ganzfeld. Segundo o psicólogo Robert Todd Carroll, Ray Hyman é considerado um dos maiores especialistas em validação subjetiva e leitura fria.
Pelas suas habilidades de prestidigitação (que ele chama de "manipulação da percepção"), o Dr. Hyman foi capa de revista duas vezes para a The Linking Ring, uma vez em junho de 1952 e outra em outubro de 1986. Esta é a revista da International Brotherood of Magicians da qual é membro há mais de 35 anos.
Ray Hyman está aposentado desde 1998 mas continua a dar palestras sobre a investigação de alegações paranormais. Em julho de 2009 apareceu na  The Amaz!ng Meeting 7 em Las Vegas, Nevada. Também em 2011 na TAM 9 From Outer Space e na TAM 2012.
Ele está a escrever dois livros: How Smart People Go Wrong: Cognition and Human Error e Parapsychology’s Achilles’ Heel: Consistent Inconsistency, que a tradução em português poderá ser "Como é que Pessoas Inteligentes Cometem Erros: Cognição e Erro Humano" e "O Calcanhar de Aquiles da Parapsicologia: Inconsistência Consistente", respectivamente.
A 9 de outubro de 2010, o Committee for Skeptical Inquiry anunciou Ray Hyman (e outros) como integrando o seu Comité Executivo para a definição de políticas, participa também no conselho diretivo da revista Skeptical Inquirer.

## História do movimento cético

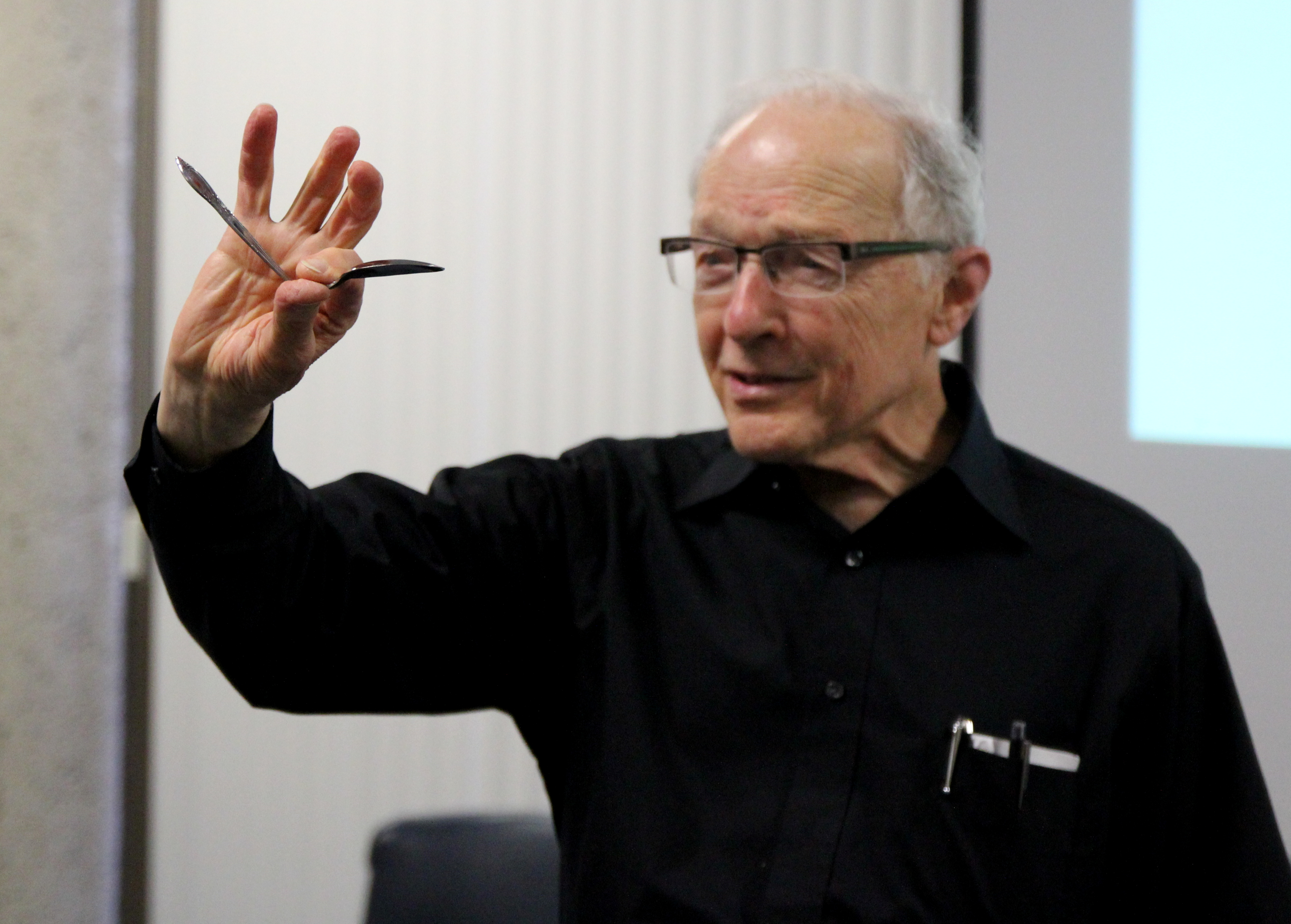
Ray Hyman demonstra o truque de entortar colheres de Uri Geller na palestra da CFI em 17 de junho de 2012 em Costa Mesa, Califórnia

Em 2010, entrevistado por D.J. Grothe, Hyman afirmou que a formação do movimento cético pode ser atribuída a Uri Geller e Alice Cooper.
James Randi estava em turné com Alice Cooper, fazendo parte de um espetáculo de palco. Cooper pediu a Randi para convidar Hyman para um espetáculo na intenção de lhe pedir um conselho sobre o público. Hyman conta, enquanto lá estava "Randi chamou-me à parte e disse... nós temos realmente que fazer algo a respeito deste assunto do Uri Geller... vamos criar uma organização que chamaremos de SIR" (Sanity In Research).
Em 1972 juntaram-se a Martin Gardner naquela que foi a primeira reunião. Os três perceberam que não tinham nenhuma experiência administrativa, "nós só temos boas ideias", pouco depois chamaram Marcello Truzzi que proporcionou a estrutura para o grupo. Truzzi chamou Paul Kurtz e formaram o CSICOP em 1976.
Numa entrevista com Derek Colanduno, em 2009, para o podcast Skepticality, perguntaram a Hyman qual era a sua opinião sobre o movimento cético moderno. Hyman disse que os céticos precisam de ter objetivos e uma forma de medi-los. Eles precisam de se tornar um recurso para o público e precisam de se focar em educar jornalistas e professores. "Dessa maneira nós vamos obter um maior retorno por cada dólar".
Sobre a situação atual do movimento cético, Hyman afirma que "os meios de comunicação estão montados de uma maneira que infelizmente só irá produzir mais crentes." Existem menos professores de ciências nas escolas, grandes jornais demitem os seus correspondentes científicos, canais com notícias 24 horas preenchem todo esse espaço e tentam concorrer com a Fox News.  "As coisas não estão boas."

## Skeptic's Toolbox
Em 1989, o Dr. Hyman criou o Skeptic's Toolbox, um workshop para ensinar melhor as pessoas sobre como utilizar as ferramentas céticas. Hyman contava a James Underdown, "nós apagávamos mais incêndios iniciados por céticos do que por crentes... e estes estavam a alastrar-se para o exterior".
O primeiro Skeptic's Toolbox realizou-se em Buffalo, Nova Iorque, com Ray Hyman, James Alcock e Steve Shaw (agora conhecido como Banachek). Hoje em dia realiza-se Universidade do Oregon em Eugene, à exceção de um ano que decorreu em Boulder no Colorado. Originalmente tinham a duração de cinco dias, mas depois passaram a durar quatro dias.
Falando com um reporter do jornal The Register-Guard, Hyman disse que pessoas vêm de todo o país para assistir a conferência de 4 dias, com o objetivo de melhorar as suas capacidades de pensamento crítico. Hyman tem a curiosidade de perceber porque as pessoas acreditam em alegações paranormais e, sem evidências, continuam a acreditar nelas. "'Eu só quero entender como as pessoas acreditam em algumas delas... o ilusionismo é um exemplo perfeito de como as pessoas podem ser enganadas'" e funciona da mesma maneira para as alegações paranormais. Hyman sentiu que seria necessário ensinar o público que vem para as palestras "com uma abordagem de casos reais... exemplos concretos que são o primeiro passo no sentido de explicar exemplos mais amplos... dando o benefício do contexto" à experiência de ensino.

## Lei de Hick-Hyman
Hyman publicou o seu "artigo mostrando que, para o humano, o tempo de reacção de uma escolha está relacionado com o conteúdo da informação de um sinal de chegada" chamado de a Lei de Hick. Isto ajudou a solidificar o trabalho de fundo "para a mudança da psicologia comportamental... para a era da psicologia cognitiva." Este foi o segundo estudo que Hyman publicou e submeteu durante a sua pós-graduação. Ele declara que Hick usou uma formula diferente e que os seus "cálculos estavam errados, os quais eu corrigi" mas, mesmo assim, a lei ficou com o nome de Hick devido ao facto de Hyman ser apenas um "mero aluno". Por vezes chamada de Lei de Hick (principalmente na Grã-Bretanha), na América é habitualmente chamada de lei de Hick-Hyman.

## Experiências de Ganzfeld
Enquanto trabalhava na Universidade de Standford e enquanto ocupava a "Spook Chair", Hyman decidiu que nunca conseguiria ler integralmente toda a literatura sobre parapsicologia disponível nos anos 80. Foi então que perguntou aos parapsicólogos qual era a melhor evidência para o psi, eles apontaram quase unanimemente para a Experiência de Ganzfeld. Hyman escreve a Charles Honorton que lhe terá enviado 600 páginas de informação. Três anos mais tarde a análise de Hyman deu origem a um artigo no Journal of Parapsychology que publicava as criticas de Hyman. Ele concluía: "Por si só, estas experiências não significam nada, a menos que possam ser replicadas".

## Uri Geller e oStanford Research Institute

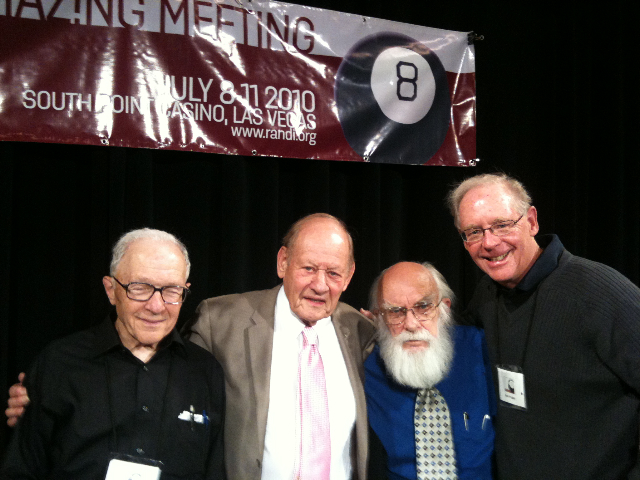
Ray Hyman, Paul Kurtz, James Randi e Ken Frazier no TAM8, Julho de 2010, em Las Vegas. Depois da sua apresentação sobre a história do movimento cético moderno.

O ilusionista Jerry Andrus e Hyman apareceram em 1975 numa estação de televisão em Portaland, Oregon, onde explicaram e reproduziram os truques "paranormais" que Geller executou para o anfitrião Dick Klinger uma semana antes. Klinger perguntou, "Uri Geller tem alguns poderes sobrenaturais?" Andrus deu-lhe a resposta curta, "Não".  Hyman afirmou: "(Geller) é um oportunista ... é por isso que é difícil de duplicá-lo, ele próprio não se consegue duplicar a si mesmo. Ele está sempre pronto a fazer alguma coisa... ele vai fazer alguma coisa quando pensamos que ele vai fazer outra coisa qualquer... desorientação... ele é excelente nisso, ele é insuperável.".
Em 1972 Hyman foi convidado pelo Departamento de Defesa Americano para investigar o psíquico Uri Geller. Hyman ficou intrigado por uma história em que Geller pegou num anel de um cientista, colocou-o em cima de uma mesa e sem lhe tocar, o anel ficou em pé, partiu-se ao meio e tomou a forma de um S. Ao questionar todos os cientistas no laboratório, Hyman descobriu que ninguém viu efetivamente nada disto a acontecer, mas que teriam ouvido histórias (de pessoas impossíveis de encontrar) que tal aconteceu. Hyman continuou a questionar os cientistas e descobriu que ninguém alguma vez viu o Geller a dobrar o que fosse sem lhe tocar. Na realidade, "Geller teve permissão para levar o objeto à casa de banho... de onde então voltou com o objeto dobrado, eles acreditaram na sua palavra". "O parapsicólogo (também enviado para investigar) 'viu um psíquico', e eu comuniquei-lhe que apenas tinha visto uma fraude carismática".
Quando lhe pediram para explicar com mais detalhe porque razão as pessoas acreditavam em Geller, quando um ilusionista pode fazer as mesmas coisas sem poderes paranormais, Hyman declara, "Ele é uma fraude, mas não pode culpar ninguém por acreditar nele. Geller é um produto de uma campanha fantástica de relações públicas... O que audiência recebe é apenas um lado da história... Ele foi apanhado a enganar diversas vezes" mas as pessoas continuam a acreditar nele. Falando como um psicólogo, Hyman diz, "Se conseguir colocar as pessoas no estado de espírito certo e se estiverem a cooperar consigo... e mesmo que lhes dê uma leitura errada... elas irão identificar-se e acreditarão que lhes estará a falar sobre as suas personalidades únicas."

## Gary Schwartz
O professor Gary Schwartz realizou inúmeras experiências no seu laboratório na Universidade do Arizona, onde colabora em regime vitalício. Schwartz acredita que terá provado que os mortos comunicam com os vivos através de médiuns humanos.  Hyman descreve detalhadamente muitos erros metodológicos na pesquisa de Schwartz, incluindo "comparações de controlo inapropriadas", "incapacidade para usar procedimentos de dupla ocultação", "criação de resultado infalsificáveis ao interpretar insucessos como sucessos" e "incapacidade de verificar de forma independente os factos apontados pelos participantes como sendo verdadeiros." Hyman escreveu, "mesmo que o programa de pesquisa não tenha sido comprometido por estas falhas, as alegações que estão a ser feitas necessitam de ser replicadas por investigadores independentes."  Hyman critica a decisão de Schwartz de publicar os seus resultados sem reunir "evidências para as suas hipóteses capazes de ir ao encontro de critérios científicos geralmente aceites... elas perderam credibilidade."
Tem havido muitas trocas de argumentos entre Schwartz e Hyman sobre as "Experiências de Vida para Além da Morte" conduzidas por Schwartz.  Numa publicação de Maio de 2003, Schwartz respondeu dizendo que Hyman ignorou "todo o conteúdo da pesquisa". Schwartz discorda de Hyman por este não acreditar no psi. Hyman respondeu que "enquanto não forem elaboradas e publicadas experiências perfeitas... considero que todas estas descobertas foram resultado de alguma combinação de fraude, leitura fria, avaliação tendenciosa, erro do investigador ou mero acaso... Por que razão se deve continuar a gastar tempo e dinheiro a organizar múltiplas experiências de dupla ocultação, em múltiplos locais, a menos que existam razões teóricas, experimentais e sociais suficientes para continuar a fazê-lo?

## Citações
- "Eu nunca, nunca conheci um proponente do paranormal que não se apresentasse sempre com a introdução 'eu também sou um cético'."[25]

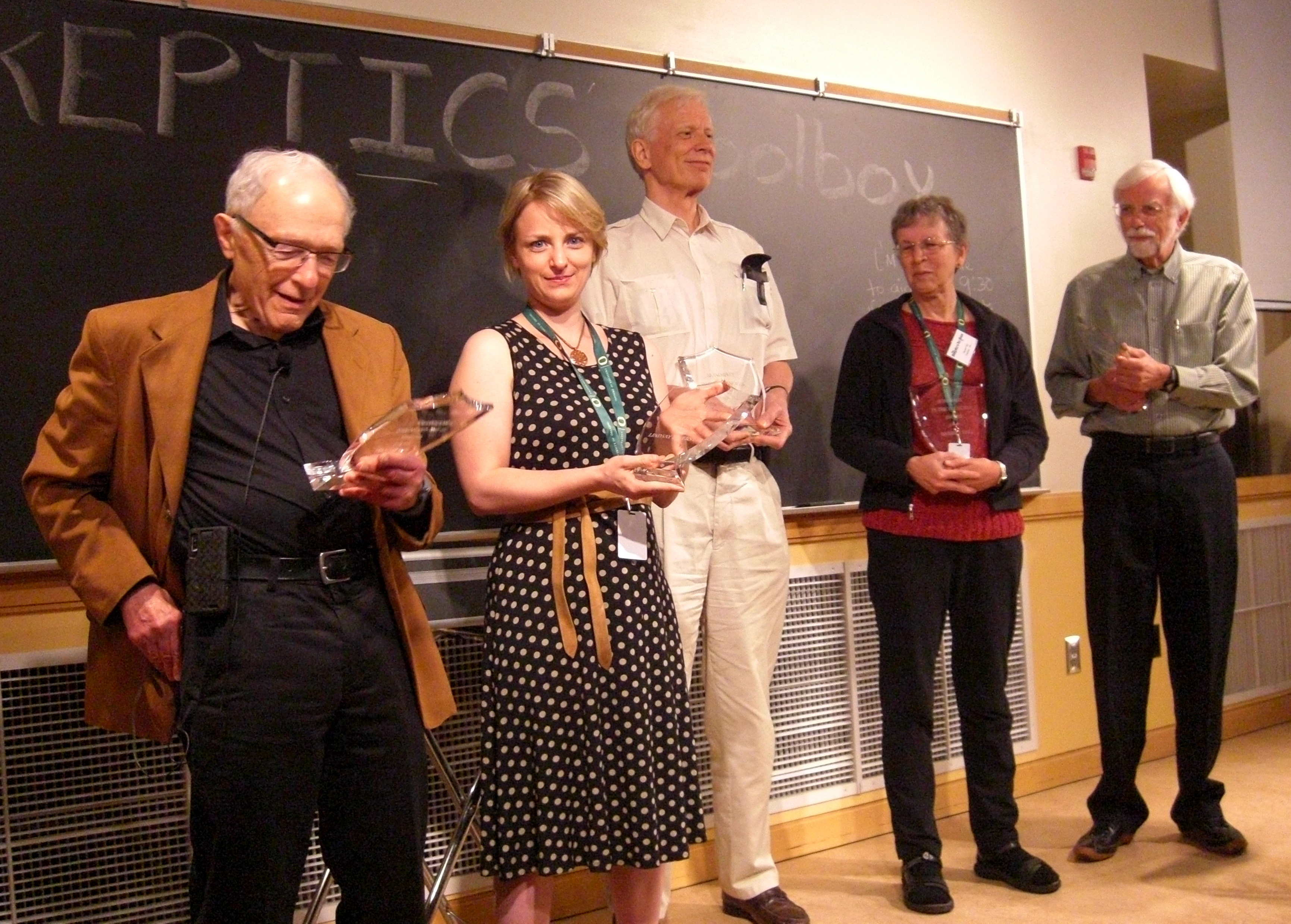
Cada um dos docentes da Skeptic's Toolbox de 2012 Skeptic's Toolbox, apresentados pelos participantes de longa data Carl e Ben Baumgartner, com o Prémio Honorário In The Trenches. Ray Hyman, Lindsay Beyerstein, Jim Alcock,Harriet Hall e Loren Pankratz

- Sobre, "cientistas com mentes brilhantes, pessoas que são cientistas de topo... que ao mesmo tempo vendem algum tipo de disparate paranormal horrível... Penso que o que está a acontecer é que nós enfatizamos o individuo, fazemos um herói de um cientista individual." O que eles se esquecem é que "não atribuem o seu sucesso ao facto de fazerem parte de uma disciplina que, tem a supervisão dos seus pares e tem pesos e contrapesos. Eles atribuem-no a algo dentro de eles próprios. O que significa que sentem que podem caminhar fora da sua disciplina... podem fazer o que bem entendem e que mesmo assim pode ser considerado boa ciência. Isto não funciona lá muito bem. Um microbiologista não pode entrar dentro de observatório e fazer boa astronomia."[25]
- "Como psicólogo sei que não é normal ser um cético "somos mutantes'".[8] "É mais normal ser um crente."[25]
- Jim Underdown explica a Máxima de Hyman "Não tente explicar como funciona alguma coisa até que saiba que funciona mesmo". Jim Alcock é que deu o nome à Máxima de Hyman.[37]
- "Eles (os céticos) continuam a construir centros por todo o mundo... que são muito dispendiosos. Sempre a fazer angariações de fundos... o movimento cético (concentra-se em) lutar entre si... Nunca fizeram nada no sentido de alcançar onde conseguem fazer o máximo... Dar às pessoas ferramentas para pensar, ajudá-las a tornarem-se melhores pensadores".[24]
- Sobre a ciência e replicação, "é assim que sabe que existe ali alguma coisa.  A parapsicologia não tem um 'ali', eles não conseguem replicar.  Eles respondem que 'essa é a natureza do psi, no momento que nos aproximamos, toma uma direção diferente...' é então que põe à mistura um pouco de mecânica quântica".[8]
- "Eu não tenho a sensualidade que Geller tem, é por isso que ganho o meu dinheiro como um professor universitário. Eu também não consigo mentir convenientemente"[32]
- "Entra lixo, sai lixo", falando com pós-graduados na Universidade de Simon Fraser, "se querem ter alguma sorte em resolver qualquer problema, primeiro tenham a certeza que os vossos factos estão corretos."[12]
- Sobre parapsicologia - É "essencialmente uma empresa científica. Os seus praticantes são investigadores científicos sérios, frequentemente ao nível do doutoramento... o problema da maioria... é que depois da poeira assentar num argumento, eles continuam com esperança de que 'existe alguma coisa ali'. A posição de um cético... não é ser anti-psi, é ser agnóstico.  A 'crença' de um cético é de que uma alegação tem uma explicação normal ".[29]

## Prémios

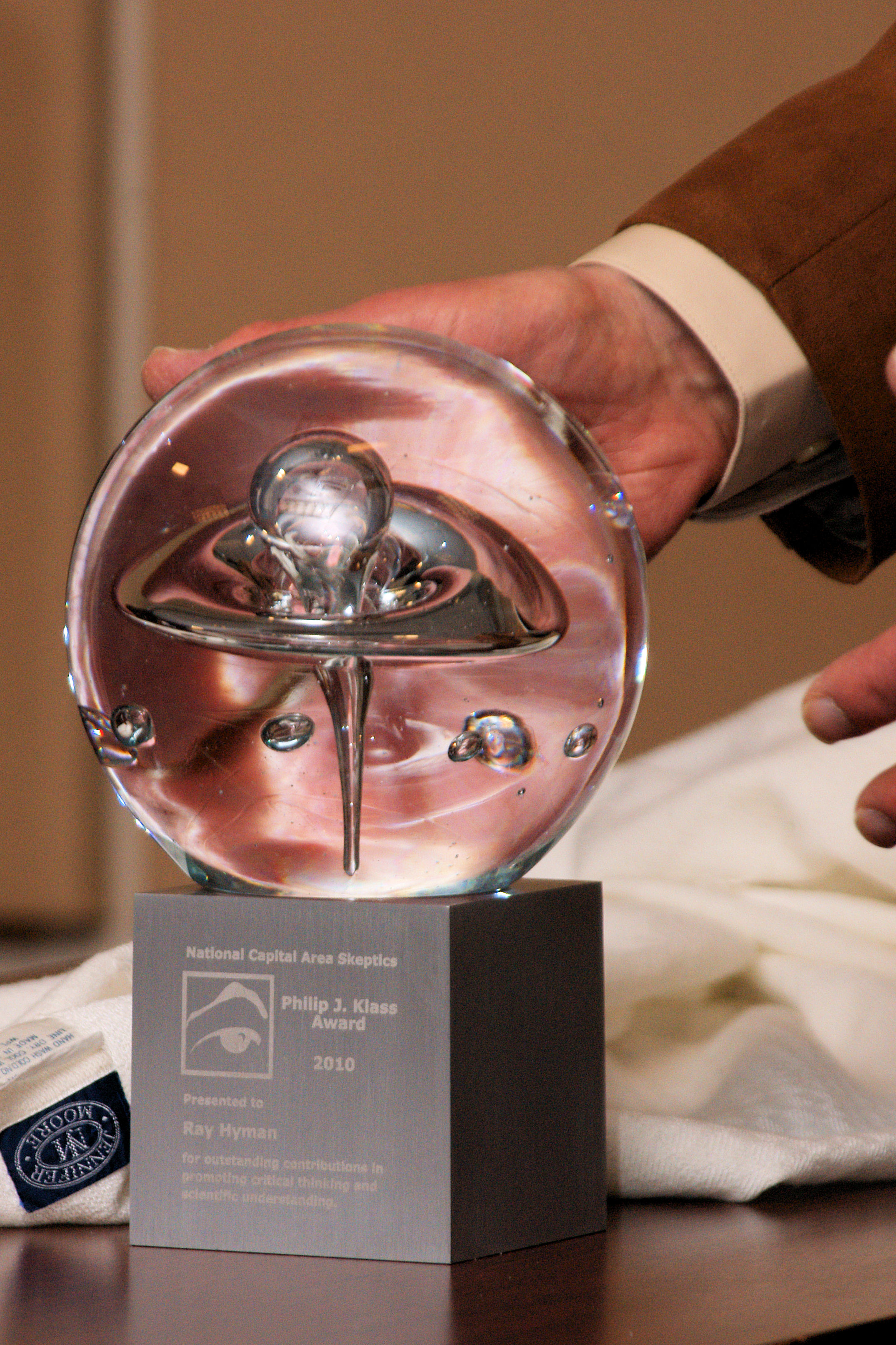
A entrega do Prémio NCAS Philip Klass

- Praise of Reason Award, o mais honoroso do Comité para a Investigação Cientifica de Alegações do Paranormal em 2003. O prémio é concedido em reconhecimento de contribuições significativas na utilização de investigação crítica, evidência científica e razão na avaliação de alegações do conhecimento. Outros destinatários deste prémio incluem Carl Sagan, Ken Frazier, Murray Gell-Mann, Stephen Jay Gould, Martin Gardner e o laureado Nobel de Física Leon Lederman.[12][13]
- Um dos agraciados do Prémio Robert P. Balles de 2005 em Pensamento Crítico, galardoado por CSICOP. O prémio é uma recompensa ao autor da "publicação que melhor exemplifica o céticismo saudável, análise lógica ou ciência empírica". O prémio de 2005 foi partilhado com os autores Andrew Skolnick e Joe Nickell.  Hyman recebeu o prémio pelo seu artigo Testing Natasha (Testando Natasha), publicado na série Testing the Girl with the X-Ray Eyes (Testando a rapariga com a visão Raio-X) na Skeptical Inquirer Magazine.[38][39]
- Doutor em Ciências, Honoris Causa pela Simon Fraser University, em outubro de 2007.[21]
- Prémio Philip Klass pelas suas contribuições excepcionais para promover o pensamento crítico e a compreensão científica, em 2010, concedido pela National Capital Area Skeptics (NCAS).[40]
- O Independent Investigation Group presenteou Hyman com o Prémio Houdini,Houdini Honor Award, de 2011.[41]

## Livros
- Bush, Robert R.; Abelson, Robert; Hyman, Ray (1956), Mathematics for Psychologists, New York: Social Science Research Council, OCLC 2301803
- Vogt, Evon Zartman; Ray, Hyman (1959), Water Witching USA, Chicago, Illinois: University of Chicago Press, OCLC 315006378
- Hyman, Ray (1964), The Nature of Psychological Inquiry, Englewood Cliffs, N.J.: Prentice-Hall, OCLC 191376
- Hyman, Ray (1989), The Elusive Quarry: A Scientific Appraisal of Psychical Research, ISBN 0-87975-504-0, Amherst, N.Y.: Prometheus Books, OCLC 19455101
- Andrus, Jerry; Ray, Hyman (2000), Andrus Card Control, Eugene, OR: Chazpro Magic, OCLC 65215589

## Artigos Selecionados
- «How People Are Fooled by Ideomotor Action - Quackwatch.org»
- «Proper Criticism - July/August 2001  - Skeptical Inquirer Magazine» 🔗